# Imperio de Wassoulou
El Imperio de Wassoulou, en ocasiones conocido como el Imperio Mandinka, fue un breve (1878-1898) imperio de África Occidental construido sobre las conquistas del gobernante diolas Samory Touré y destruido por el ejército colonial francés.
En 1864, el gobernante tuculor El Hajj Umar Tall murió cerca de Bandiagara, dejando el entonces dominante Imperio tuculor en vilo y a un importante número de jefes peleando por sus trozos, creando una nueva y debilitada federación. De entre ellos, el más exitoso sin duda fue Samory Ture en lo que es actualmente el suroeste de Guinea.

## Organización del ejército
El ejército de Samori estaba bien equipado con armas de fuego europeas y una compleja estructura de unidades permanentes. Su ejército estaba dividido en un ala de infantería del sofá (mandinga de infantería, generalmente esclavos) y un ala de caballería . En 1887, Samori podría tener campo entre 30.000 a 35.000 soldados de infantería y 3.000 de caballería.La Infantería fue dividida en unidades de 10 a 20 hombres conocidos como "sí" o "kulu".La Caballería se divide en bandas de 50 jinetes llamados "sere".Los Kulus estaban bajo el mando de un Kun-Tigui, que significa jefe. Diez Kulus igualaron un bolo (100-200 hombres). El bolo, que en el lenguaje Bamana se traduce como "brazo", fue estrictamente una unidad de infantería. El bolo kun-tigui mandó esta unidad.

### Expansión
La campaña de Samori barrió primero a través de sus vecinos, los Bérété y los Cissé, y luego en la región Wassoulou  (la frontera de Guinea de hoy y Malí ). En 1876, él aseguró las minas de oro Bure, y para 1878, su posición era lo suficientemente segura como para declararse oficialmente a sí mismo FAAMA (jefe militar) del nuevo Imperio Wassoulou.
Las Conquistas posteriores incluyeron Kankan , un centro comercial clave dyula, y secciones de lo que ahora son Sierra Leona y el norte de Costa de Marfil .
Samori obligó a los animistas pueblos sometidos a convertirse al islam , tomando el título de "Almany", jefe de todos los creyentes, en 1884. En los asuntos no religiosos, sin embargo, conserva la mayoría de las tradiciones y las instituciones locales de los pueblos conquistados utilizando el título de FAAMA ( rey).

### Las guerras mandingas
Desde 1880 hasta su muerte, la ambición de Samori se opuso a la expansión de los franceses. Él entró en combate con el ejército colonial, derrotándolos en varias ocasiones, incluyendo una notable victoria el 2 de abril de 1882, en Woyowayanko ante la pesada artillería francesa  .
No obstante, Samori fue obligado a firmar varios tratados cediendo territorio a los franceses entre 1886 y 1889. Samori comenzó un retiro estable, pero la caída de otros ejércitos de resistencia, particularmente Babemba Traoré en Sikasso , permitió al ejército colonial lanzar un asalto concentrado contra su fuerzas. El 29 de septiembre de 1898, fue capturado por el Comandante francés Goudraud y exiliado a Gabón , lo que marca el fin del Imperio Wassoulou.